# Oerie

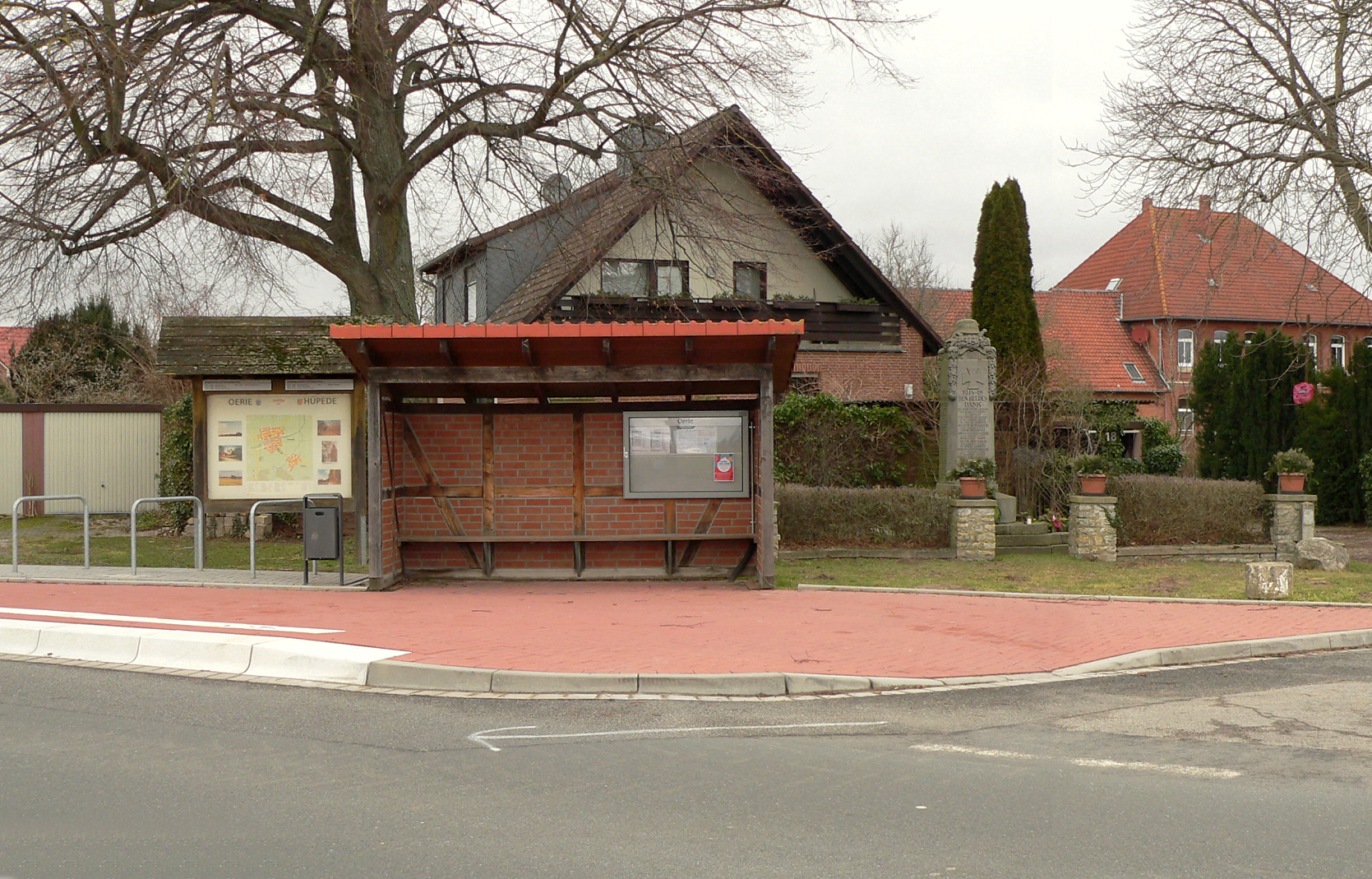
Bushaltestelle am Kriegerdenkmal mit Infotafel

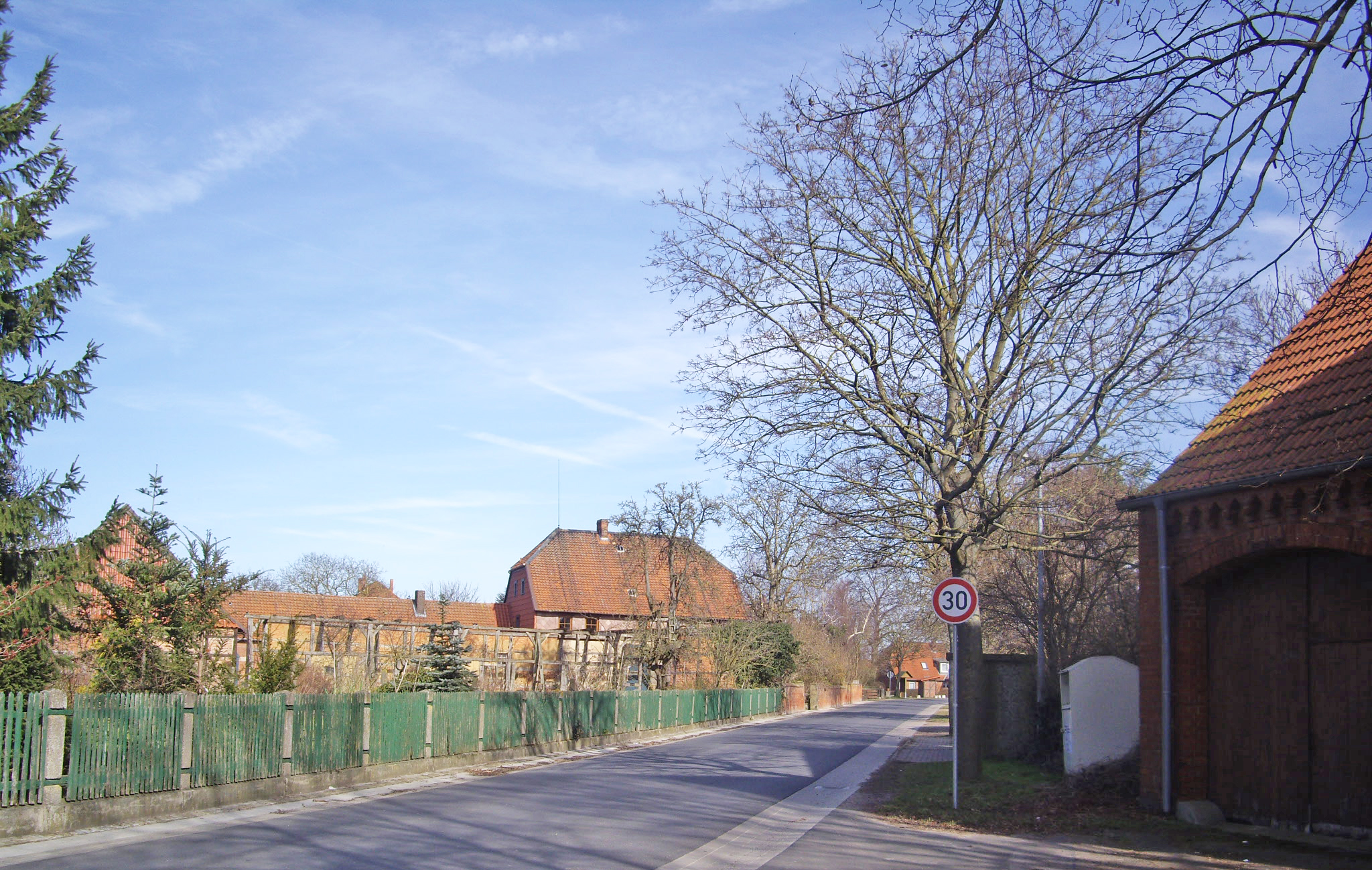
Ortsbild mit Blick in die Hüpeder Straße, 2014

Oerie ist ein Ortsteil der in Niedersachsen befindlichen Stadt Pattensen in der Region Hannover. Der Ort liegt im Calenberger Land etwa 20 km südlich von Hannover.

## Geschichte
Oerie gehört zu den ältesten Orten im Gebiet der Stadt Pattensen. Die Wurzeln reichen zurück bis in erste Hälfte des 1. Jahrtausends. In der ältesten Überlieferung aus dem Jahre 1033 wird Oerie als Oride genannt.
Als bäuerliche Siedlung und wegen seiner abseitigen Lage hat Oerie in den Auseinandersetzungen nie eine bedeutende Rolle gespielt. Oerie bewahrte sein von Höfen geprägtes Ortsbild. Aus gut gehenden Höfen entwickelten sich große landwirtschaftliche Betriebe.
Im Zweiten Weltkrieg stürzte am 26. November 1944 auf einem Acker zwischen dem Oerier Wald und dem Jeinser Holz ein viermotoriger amerikanischer Bomber vom Typ B-24 der United States Army Air Forces ab, wobei alle neun Besatzungsmitglieder ums Leben kamen. 2010 wurde auf dem Oerier Friedhof ein Stein zum Gedenken an den Flugzeugabschuss über Oerie aufgestellt.
Auf Grund der strukturellen Veränderung in der Landwirtschaft (Bewirtschaftung größerer Flächen durch weniger Betriebe) werden einige Hofstellen nicht mehr landwirtschaftlich betrieben und dienen als Wohngebäude (Stand 2025).
Am 1. März 1974 wurde Oerie in die Stadt Pattensen eingegliedert.

## Politik
Oerie hat einen mit Hüpede gemeinsamen Ortsrat.
Ortsbürgermeisterin ist Marion Kimpioka (SPD).

### Wappen
Das Wappen von Oerie war bis zur Gebietsreform im Jahre 1974 gültig.
Wappenbeschreibung:
Blauer Schild, durch eine schräg liegende silberne Sense geteilt, oben rechts und unten links mit einem dreiblättrigen silbernen Kleeblatt belegt.

## Kultur und Sehenswürdigkeiten

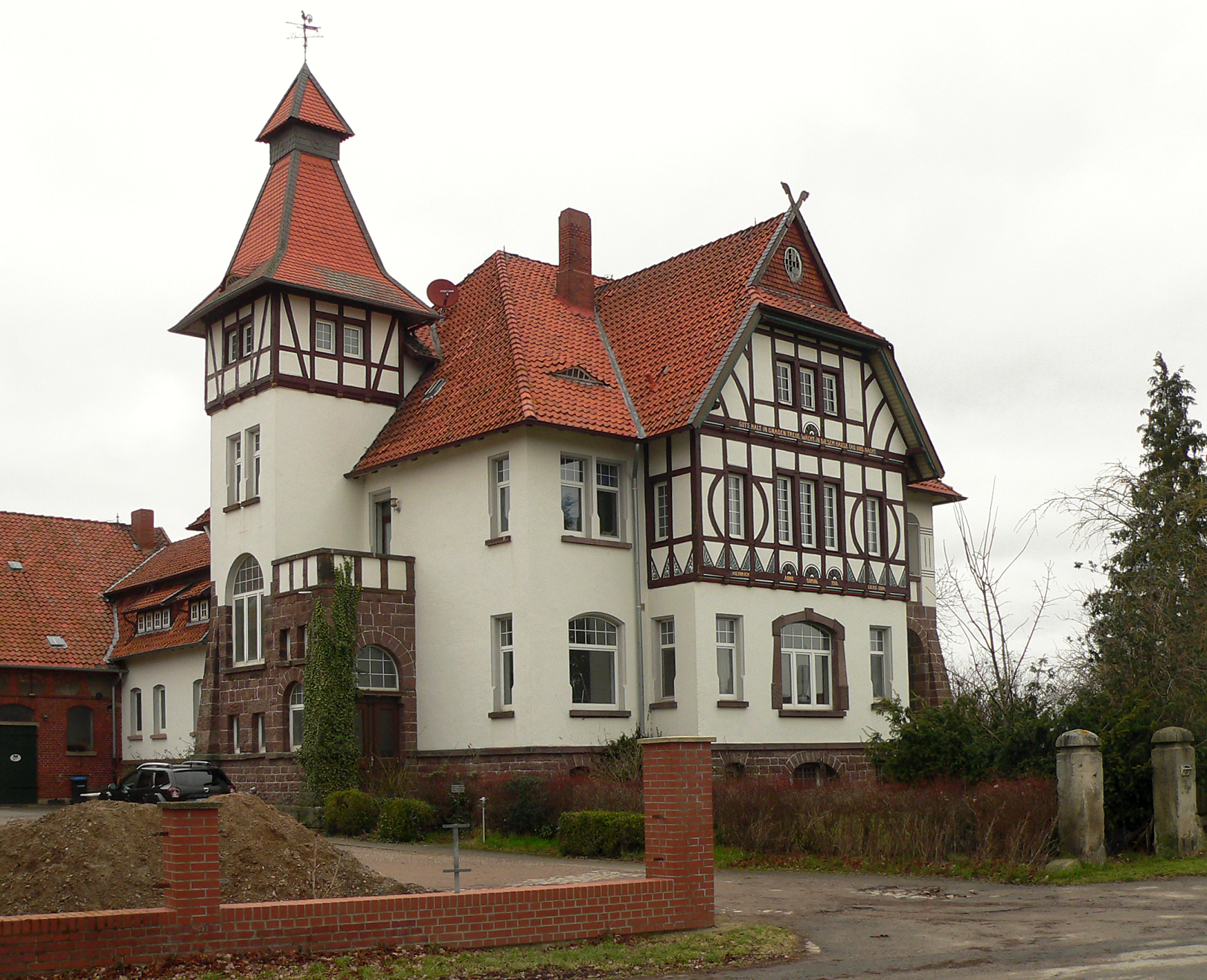
Denkmalgeschütztes Gebäude in der Turmstraße mit Treppenturm mit pagodenartigem Helm

### Regelmäßige Veranstaltungen
Über 20 Jahre fand am zweiten Wochenende im Oktober das Oerier Scheunenfest statt, das die Dorfgemeinschaft ausrichtete. Zu Ostern führt die Freiwillige Feuerwehr hinter dem Oerier Wald das alljährliche Osterfeuer durch.

## Wirtschaft und Infrastruktur
Oerie wird von einer Buslinie des Großraum-Verkehrs Hannover bedient, die Verbindungen mit der Pattenser Kernstadt, weiteren Pattenser Ortsteilen und Hannover bietet.